# Her Greatest Story
Pour plus de détails, voir Fiche technique et Distribution.
Her Greatest Story (littéralement, Sa plus belle histoire) est un film muet américain réalisé par Lynn Reynolds, sorti en 1916.

## Fiche technique
- Titre : Her Greatest Story
- Réalisation : Lynn Reynolds
- Scénario : Lynn Reynolds
- Producteur : Carl Laemmle
- Société de production :  Universal Film Manufacturing Company
- Société de distribution :  Universal Film Manufacturing Company
- Pays de prodyction :  États-Unis
- Langue : film muet avec les intertitres en anglais
- Métrage : 300 m (1 bobine)
- Format : Noir et blanc — 35 mm — 1,33:1 — Muet
- Genre : Film dramatique
- Durée : 10 minutes
- Dates de sortie : 
  - États-Unis : 27 février 1916

## Distribution
- Myrtle Gonzalez : Mazie King
- Fred Church : Eugene Tilton
- Val Paul (en) : Con King
- Alfred Allen : Jim Wharton
- Frankie Lee (en) : Benny King